# Fuero de Sahagún

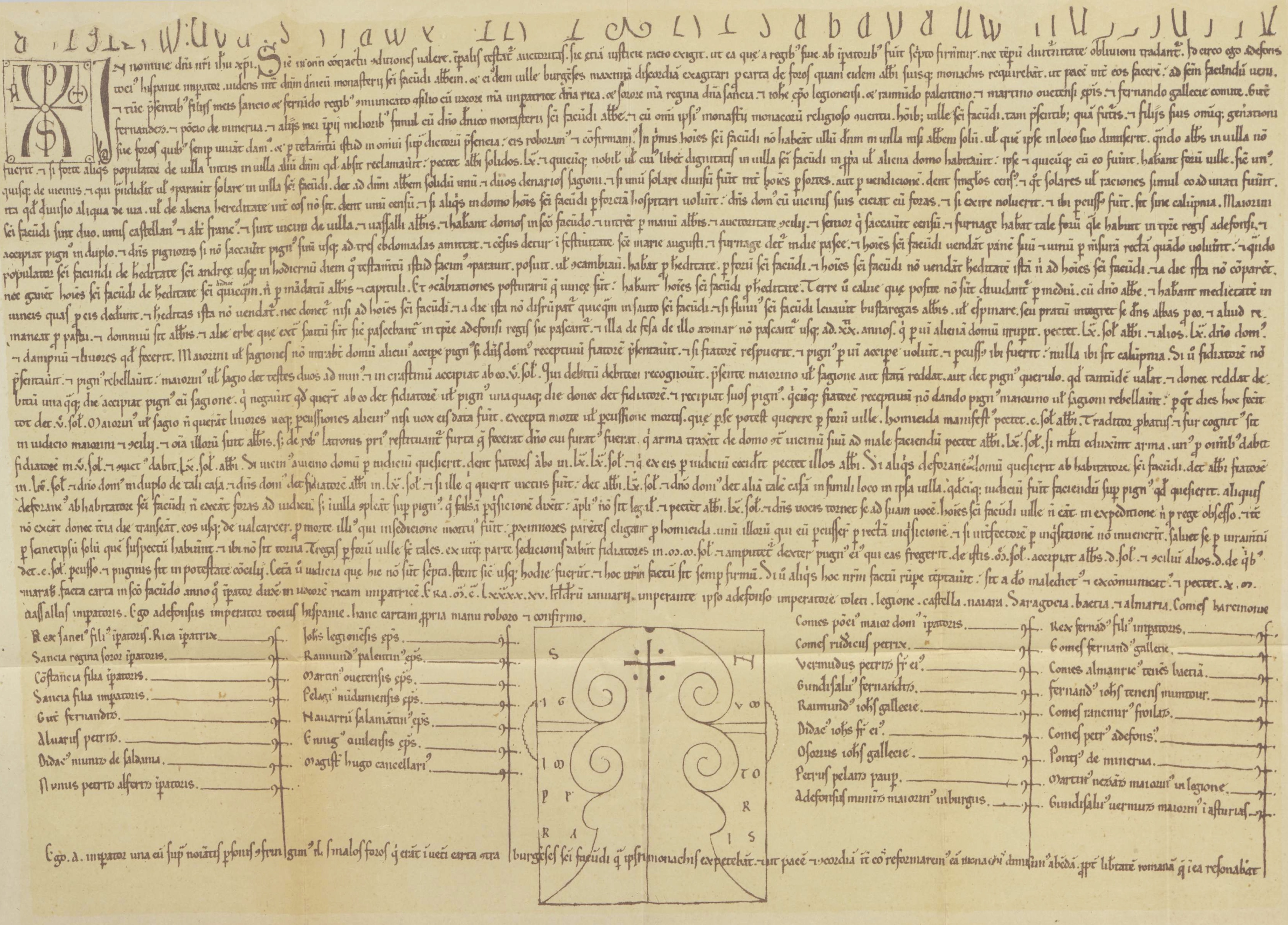
Fueros dados a Sahagun en 1152 por el emperador Alfonso VII

El fuero de Sahagún (o fueros de Sahagún) consiste en una serie de leyes elaboradas entre los años 1084 a 1322. Se difunde de León a Zamora, Asturias y en distintas localidades de Galicia.
En este lugar leonés de Sahagún había existido desde el siglo IV una capilla en honor de los mártires Facundo y Primitivo, convertida en monasterio durante el reinado de Alfonso III (866-911). Doscientos años después, ese monasterio de Sahagún se convierte en centro neurálgico de la vida religiosa y social del reino de León, cuando Alfonso VI (1072-1109) lo potencia para introducir la reforma cluniacense, fundando bajo su patrocinio una villa que acogía a nuevos pobladores de todas partes.
La creación de la villa exigió un estatuto jurídico acorde con las nuevas necesidades. Hacia 1080, Alfonso VI concedió un fuero con exenciones y garantías a los pobladores, reconociendo al tiempo el señorío del monasterio.
Tras la muerte de ese monarca, ya en el siglo XII, un abad manipuló y transformó el texto primitivo, dándole la fecha de 1085, lo que provocó la rebelión de los burgueses de Sahagún en un crispado movimiento antiseñorial que vino a coincidir con los conflictos matrimoniales de doña Urraca y Alfonso el Batallador. El concejo, en fin, triunfa sobre el abad. Los burgueses reelaboran el fuero originario en una nueva versión, que es confirmada por Alfonso VII a mediados del mismo siglo XII. Desde entonces, como símbolo de ese derecho burgués privilegiado, el nuevo texto se concede a diversas villas de Asturias, y a Santander en 1187.
Según ha señalado Ana María Barrero, el fuero de Sahagún ya no será en lo sucesivo un fuero señorial, sino un fuero burgués que las ciudades reclamarán para su mejor gobierno.
Cabe destacar la ley de 1092, por lo que Alfonso VI concedió a la villa de Avilés el fuero de Sahagún, confirmado en 1155 por Alfonso VII. Gracias a este fuero la villa se convierte en señorío de realengo y a sus habitantes se les otorga diferentes privilegios como el de no pagar ningún tipo de impuesto de tránsito «desde la mar hasta León».
Extracto del Fuero de Sahagún:

Pero, como el sobredicho rey ordenara y estableciese que se construyera una villa juntáronse (...) hombres hábiles en muchos y diversos oficios y, otrosí, personas de diversas provincias y reinos (...).

Además ordenó que todos debían ir a cocer pan al horno del monasterio (...).

Ordenó además el rey que ninguno de los condes y nobles tuviesen casa o vivienda en la villa de Sahagún, sino solamente los burgueses, franceses y castellanos (...).

De la misma manera, el mercado que se hacía en Grajal, que es villa real, fue traspasado a la villa de Sahagún (...).

Además ordenó que no fueran obligados a ir a las expediciones militares del rey (...)

Y por cuanto los burgueses de Sahagún utilizaban pacíficamente sus mercancías y negociaban con gran tranquilidad, por eso traían marcancías de todas partes, así como también oro y plata, y también muchos tejidos de diversas calidades, de manera que dichos burgueses y habitantes de la villa eran muy ricos(...)...